# 2K Sports
2K Sports är en amerikansk datorspelförlag och en division inom 2K Games. Företaget grundades tillsammans med 2K Games, i januari 2005, av Christoph Hartmann, David Ismailer, Jason Argent och Greg Thomas. 2K Sports publicerar alla 2K Games sportspel, som NBA 2K, WWE 2K och NHL 2K-serien, och hanterar Visual Concepts som spelutvecklare.